# Línguas de Maurício

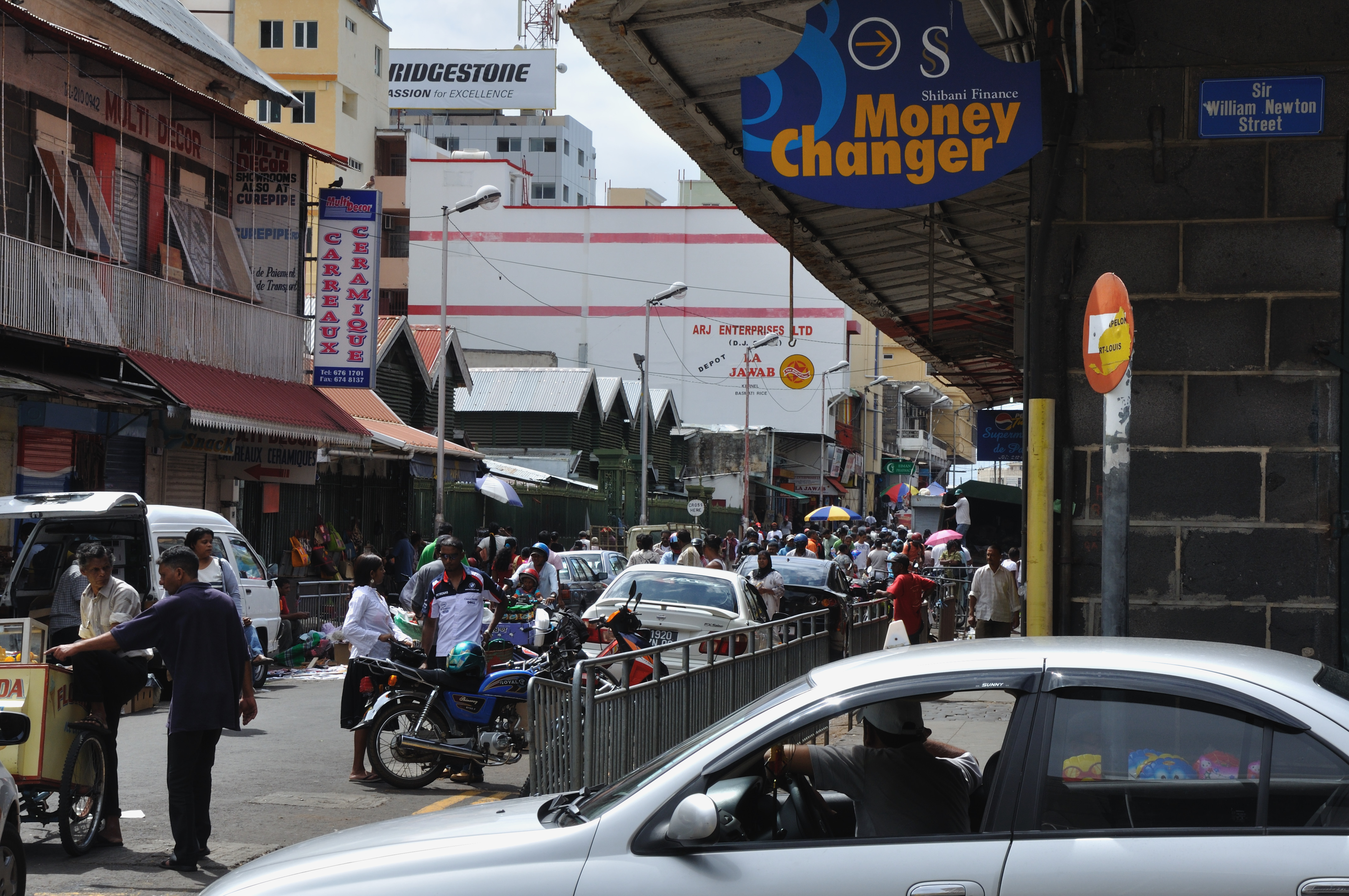
O francês e o inglês são as línguas comuns na sinalização em Maurício.

A Constituição de Maurício não menciona nenhuma língua oficial. Nela contém apenas uma declaração no artigo 49 que "A língua oficial da Assembleia é o inglês, mas qualquer membro do Parlamento pode falar o francês", o que implica que o inglês e o francês são as línguas oficiais da Assembleia Nacional (Parlamento). No entanto, a língua majoritária e língua franca do país é o crioulo de Maurício, uma língua crioula de base francesa. O francês é também uma língua comum na educação e a língua dominante da mídia. De acordo com a Organização Internacional da Francofonia, 72,7% dos mauricianos eram falantes de francês em 2005.

## Multilinguismo
Em Maurício, as pessoas mudam de língua de acordo com a situação. O crioulo e o boiapuri são as principais línguas utilizadas em casa, tanto o francês como o crioulo são usados em um contexto de negócios e o inglês é o mais utilizado pelas escolas e governos. O francês e o inglês, que têm desfrutado de maior status social, são favorecidos em ambientes educacionais e profissionais. Além disso, a maioria dos jornais e meios de comunicação estão em francês. Os filmes estadunidenses e outros de língua inglesa e programas de TV exibidos em Maurício são convencionalmente dublados em francês. Quando um mauriciano francófono se envolve em conversas com falantes de crioulo, O francês é mais comumente empregado que o crioulo.
É só no Parlamento que a língua oficial é o inglês, mas qualquer membro da Assembleia Nacional ainda pode enfrentar a cadeira em francês. O inglês e o francês são geralmente aceitos como as línguas oficiais de Maurício e como as línguas de administração do governo, do negócio e do tribunal. A língua franca do país é o crioulo.
A língua de sinais de Maurício é a língua das pessoas com deficiência auditiva.
Sendo ao mesmo tempo um país de língua inglesa e de língua francesa, Maurício é membro tanto da Comunidade das Nações e da Francofonia.

## Línguas crioulas
As línguas crioulas, que são faladas em diferentes ilhas do país são mais ou menos semelhantes e fazem parte do grupo dos crioulo bourbonnais, estas línguas são o crioulo de Maurício, o crioulo de Rodrigues, o crioulo de Agalega e o crioulo chagossiano são faladas por pessoas das ilhas Maurício, Rodrigues, Agalega e Chagos.

### Crioulo de Maurício
O crioulo de Maurício é falado por cerca de 90% da população, é considerada a língua nativa do país e é usado na maioria das vezes em ambientes informais. Ele foi desenvolvido durante o século XVIII por escravos que usavam um pidgin como linguagem para se comunicar uns com os outros, bem como com seus senhores franceses, que não entendia as várias línguas africanas. O pidgin evoluiu com as gerações posteriores para se tornar numa linguagem casual. O crioulo de Maurício é uma língua crioula de base francesa devido aos seus laços estreitos com a pronúncia e vocabulário francês.

## Outros Línguas
Outras línguas faladas em Maurício incluem hindi, tâmil, télugo, marata, urdu, hacá (um dialeto chinês), mandarim, guzerate e o boiapuri, que é uma fusão de várias línguas indianas faladas pelos primeiros colonos indianos. O número de falantes do boiapuri em Maurício vem diminuindo ao longo dos últimos anos de acordo com o censo de 2011. Houve uma diminuição no uso do boiapuri nas casas, em 2011 era falado por 5% da população, contra 12% em 2000. A maioria dos mauricianos são pelo menos bilíngue, se não for trilingue. Os primeiros trabalhadores trazidos pelos franceses foram os tâmeis de origem indiana, que foram usados para construir Port Louis, a capital. Um século mais tarde, os trabalhadores de outras partes da Índia britânica foram trazidos pelos britânicos. O árabe é ensinado nas mesquitas ao redor de Maurício.

### Língua portuguesa
Apesar de ser um pequeno país, Maurício, é uma ilha multilíngue que tem fortes ligações culturais com Moçambique. Os portugueses foram os primeiros europeus a chegar nessa ilha. Atualmente, muitos funcionários do setor hoteleiro em Maurício já são fluentes em português e a língua portuguesa vem sendo promovida e já é ensinada em algumas instituições, para atender as condições para o país alcançar uma de suas metas, que é fazer parte da Comunidade dos Países de Língua Portuguesa (CPLP). Desde 2006, Maurício já é um observador associado da CPLP.